# Facharzt für Augenheilkunde
Facharzt für Augenheilkunde, auch Augenärztin/Augenarzt, ist in Deutschland die offizielle Bezeichnung für einen Facharzt, der sich auf die ärztliche Tätigkeit im Gebiet Augenheilkunde (auch Ophthalmologie) spezialisiert hat.

## Gebiet Augenheilkunde
Das Gebiet Augenheilkunde umfasst die Vorbeugung, Erkennung, Behandlung, Nachsorge und Rehabilitation der anatomischen und funktionellen Veränderungen des Sehorgans und seiner Adnexe einschließlich der Optometrie und der plastisch-rekonstruktiven Operationen in der Periorbitalregion.

## Facharzt-Weiterbildung
Um in Deutschland als Facharzt für Augenheilkunde tätig werden zu können, muss nach dem Abschluss eines Medizinstudiums und erteilter Approbation als Arzt eine mindestens 60 Monate dauernde Weiterbildung im Gebiet Augenheilkunde mit Erfolg absolviert worden sein. Die Berechtigung zur Führung einer Facharzt-, Schwerpunkt- oder Zusatzbezeichnung wird nach einer mündlichen Prüfung von der zuständigen Landesärztekammer erteilt.
Die Weiterbildung muss an zugelassenen Weiterbildungsstätten absolviert werden: mindestens
- 60 Monate Augenheilkunde.

Bei der Anmeldung zur Weiterbildungsprüfung müssen der zuständigen Ärztekammer sämtliche Nachweise über die erfüllten Mindestanforderungen vorgelegt werden. Dazu gehören auch die Logbuch-Dokumentationen über alle durch die MWBO vorgegebenen Inhalte der Weiterbildung. Zur Weiterbildungsprüfung muss man darlegen, dass man über die entsprechenden Kenntnisse, Erfahrungen und Fertigkeiten in Augenheilkunde verfügt.

### Inhalte der Weiterbildung
Zur Weiterbildungsprüfung muss dargelegt werden können, dass man Kenntnisse, Erfahrungen und Fertigkeiten unter anderem in folgenden Bereichen erlangt hat:
- Grundlagen der Ergo-, Sport- und Verkehrsophthalmologie
- Tropenophthalmologische und reisemedizinische Augenerkrankungen
- Fachgebundene genetische Beratung
- Diagnostik und Therapie
  - augenärztlicher Notfallsituationen
  - entzündlicher, degenerativer und tumoröser Erkrankungen der Lider, Tränenwege und der Orbita
  - entzündlicher, degenerativer, dystrophischer und tumoröser Erkrankungen der Bindehaut, Hornhaut, Linse und Sklera
  - von entzündlichen, degenerativen, dystrophischen und tumorösen Erkrankungen an Uvea, Retina und Glaskörper
  - der Augenbeteiligung bei endokrinen Störungen, z. B. endokrine Orbitopathie, Diabetes mellitus
  - strabologischer, kinder- und neuroophthalmologischer Erkrankungen
  - von gutartigen und bösartigen Tumorerkrankungen des Fachgebietes
- Laserchirurgische Eingriffe an der Retina
- Intravitreale operative Medikamenteneinbringungen
- Durchführung von Katarakt-Operationen
- Prävention und Rehabilitation von Gesundheitsstörungen des Fachgebietes
- Untersuchungen Früherkennung und Beratung zu Risikofaktoren von Amblyopie, Glaukom und Makuladegeneration
- Durchführung und Befunderstellung von Untersuchungsverfahren an allen Augenabschnitten
- Durchführung von Augenmuskeloperationen
- Optometrische Untersuchungstechniken

Die Inhalte der Musterweiterbildungsordnung sind allerdings nur eine Empfehlung für die rechtsverbindlichen Weiterbildungsordnungen der Landesärztekammern, die hiervon abweichende Regelungen treffen können.

## Zusatz-Weiterbildungen
Fachärztinnen und -ärzte für Augenheilkunde haben die Möglichkeit, sich durch Zusatz-Weiterbildung weiter zu qualifizieren. Hierzu gehören die Zusatz-Weiterbildungen, die Fachärzten der Gebiete der unmittelbaren Patientenversorgung vorbehalten sind.